# Derecho romano

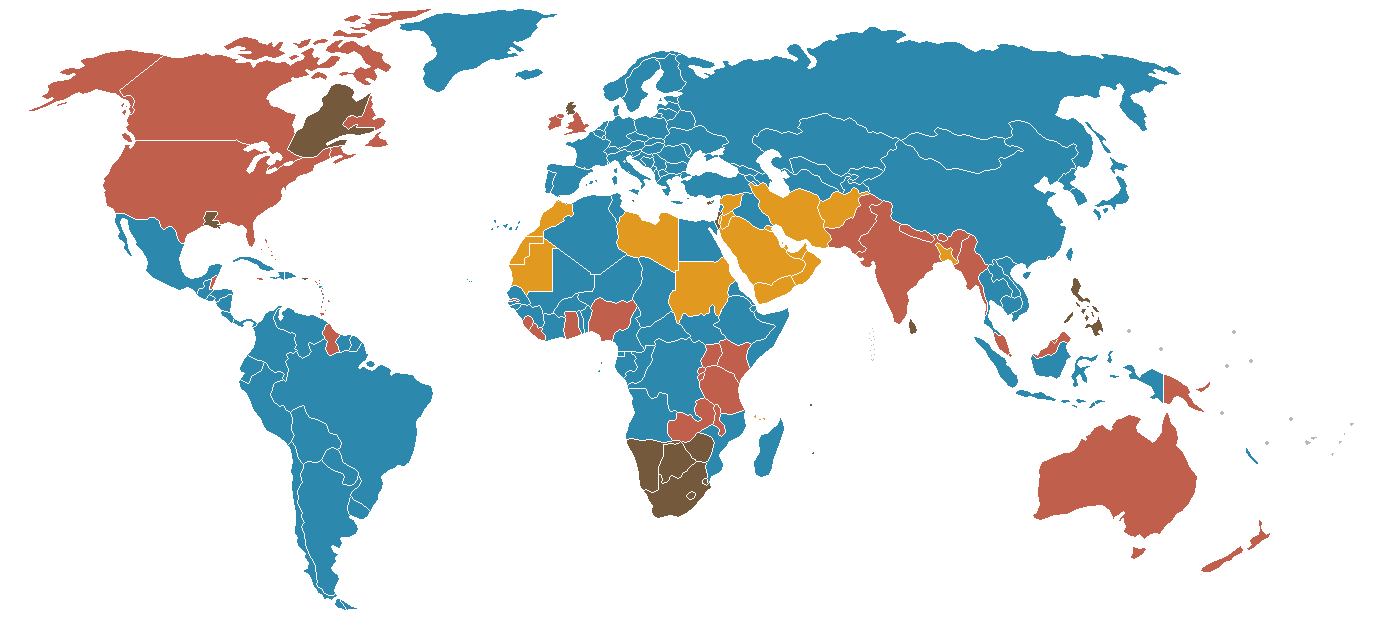
El derecho romano es la raíz del ordenamiento jurídico de los países que utilizan el derecho continental (en azul). La influencia del derecho romano también se extiende a otros sistemas jurídicos como el common law.

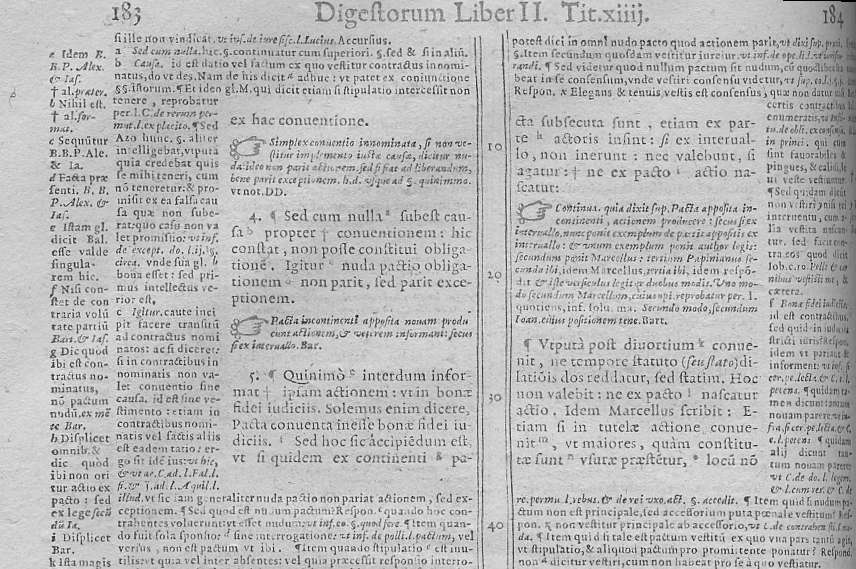
Fragmento de un Digesto del año 1593. El derecho romano ha dejado un profundo legado en los ordenamientos jurídicos contemporáneos y en el desarrollo del derecho en general que con el paso del tiempo se fue vulgarizando. El texto es un comentario a los edictum praetoris.

El derecho romano (en latín: Ius Romanum) fue el ordenamiento jurídico que rigió a los ciudadanos de la Antigua Roma. Por su gran complejidad, aplicabilidad práctica y calidad técnica es aún hoy la base del derecho continental y de los códigos civiles contemporáneos, y se estudia en las facultades de Derecho de la mayoría de los países que emplean el derecho continental. Su importancia histórica e influencia en la ciencia del derecho, que se extiende también a los países de common law, se manifiesta en la pervivencia de numerosas instituciones jurídicas latinas en la actualidad, como la hipoteca o la teoría del contrato, y en la gran cantidad de expresiones jurídicas latinas.[cita requerida]
Su vigencia se extiende desde la fundación de Roma (según la tradición, el 21 de abril de 753 a. C.) hasta mediados del siglo VI d. C., época en la que tuvo lugar la labor compiladora del emperador Justiniano I, que desde el Renacimiento se conoció con el nombre de Corpus Iuris Civilis (Cuerpo del Derecho Civil). El Corpus destaca por su complejidad jurídica y por su profunda influencia en la ciencia del derecho, y suele considerarse el texto legal más influyente de la historia de la humanidad. El derecho romano es la base de los países con civil law y extiende su influencia a otros sistemas jurídicos. 
El derecho romano se divide, a grandes rasgos, en derecho público y derecho privado, igual que el derecho contemporáneo. Asimismo, algunas ramas del derecho actual, como el derecho penal, el derecho tributario o el derecho administrativo, existieron en la Antigua Roma.
En la actualidad, el derecho romano es objeto de estudio de una disciplina jurídica internacional, la romanística, cuya sede son las facultades de derecho de todo el mundo. En virtud de este carácter internacional, el derecho romano se cultiva en varios idiomas, principalmente italiano («lingua franca» de la romanística), seguido por el alemán y el español. Hasta la mitad del siglo XX hubo importantes contribuciones en francés, pero en la actualidad esta situación ha variado a la baja; el inglés es un idioma de uso minoritario en el cultivo de la disciplina, aunque se acepta como idioma científico en la mayoría de las publicaciones. El español se consolidó como idioma científico en esta disciplina a partir de la segunda mitad del siglo XX, gracias a la altura científica que alcanzó la romanística española, comandada por Álvaro d'Ors y continuada por sus discípulos.
La definición del derecho romano se comprende mejor si se construye a partir de la comprensión de sus nociones fundamentales y de su sistema de fuentes. Sin embargo, estas no permanecen idénticas en el transcurso de la historia del derecho romano, sino que varían tanto en su número como en su valor dentro del sistema de fuentes mismo. Es este sistema el que provee de nociones claves para entender lo que en Roma se entiende por derecho. Con todo, es posible adelantar que la expresión ius es la que se utiliza para señalar al derecho. Esta expresión se opone a la de fas, que designa a la voluntad divina. Esta clara delimitación entre derecho y religión es patente en testimonios que datan desde el s. III a. C., pero ello no es válido para los primeros tiempos. A su vez, la expresión ius servirá para la identificación de diversas categorías de aquel, tales como ius civile, ius naturale, ius honorarium o ius gentium.

## Antecedentes
El nacimiento del derecho romano se debe entre otras causas a la división existente en la sociedad romana entre patricios y plebeyos. No obstante, antes del año 451 a. C.-450 a. C., no se conoce la existencia de un sistema unificado para la península, por lo cual es preciso remontarse a la Grecia clásica, considerada la cuna de la civilización occidental, y en particular al llamado periodo ático o del derecho griego ático, de donde se cree que se permearon algunas de las disposiciones que se hallan presentes en la Ley de las XII Tablas.[cita requerida]
Las tradiciones legales romanas estaban en manos de los patricios y todos los asuntos relacionados con lo que nosotros conocemos como derecho recaían sobre el Pontifex Maximus, evidentemente patricio, conociéndose como derecho pontifical. Los plebeyos desconocían como iban a ser juzgados exactamente y normalmente los patricios aplicaban la tradición pontifical según convenía a sus intereses. Por ello, una de las reclamaciones plebeyas, a imagen de lo que había ocurrido en las ciudades del arcaísmo griego, solicitaron la codificación de la tradición en forma de leyes. Para ello, el Senado acordó enviar una comisión a Grecia para informarse sobre las leyes de las ciudades, y después se decidió la abolición de las magistraturas patricias y del tribunado de la plebe, entregando el poder a una comisión de decenviros, que debían codificar las leyes romanas en un período de un año. Esta comisión elaboró X(10) tablas de leyes bastante justas y, por tanto, favorables a los plebeyos, pero, al no estar terminado el trabajo, se nombró una segunda comisión decenviral, mucho más conservadora, que elaboró las dos últimas tablas, con leyes netamente antiplebeyas, que, por ejemplo, prohibían los matrimonios mixtos. Esta comisión intentó perpetuarse en el poder, pero fue depuesta y el sistema de magistraturas empezó a funcionar de nuevo. El resultado fue el primer cuerpo legal conocido y estructurado, llamado Ley de las XII Tablas, del año 451 a. C., y que fueron expuestas públicamente en el Foro Romano.
En el año 367 a. C., las Leges Liciniæ-Sextiæ culminaron el proceso de igualación entre patricios y plebeyos, permitiendo el acceso progresivo de estos últimos a las magistraturas y sacerdocios, aunque el primer Pontifex Maximus plebeyo tuvo que esperar más de un siglo.
La compilación legislativa se fue realizando de forma acumulativa a través de los Edictos del Pretor. A partir de la Ley de las XII Tablas, los Pretores asumieron la función jurisdiccional, y para poder tipificar nuevos casos emitían al inicio de su mandato un Edicto en el que indicaban que era punible, en el que asumían como propios los edictos de pretores anteriores, y corregían o abolían las disposiciones recibidas.
Al principio los pretores eran solo dos, uno el Prætor Vrbanus se dedicaba a juzgar los asuntos en los que participasen ciudadanos romanos, mientras que el otro, el Prætor Peregrinus, atendía los casos en los que exclusivamente intervinieran no ciudadanos. Los casos tratados eran bastante variados, pero la mayoría derivaban de asuntos comerciales. Así, las relaciones comerciales obligaron a la creación del precedente del llamado derecho contractual, un derecho ultro citroque obligatio (que obliga a ambas partes), a partir del cual nace el llamado Ius Gentium o derecho de gentes.
El sistema legal romano fue complicándose cada vez más, ya que los Tribunos de la Plebe a través de los Comitia Tributa elaboraban Plebiscitos sobre los más variados asuntos, políticos, económicos, jurisdiccionales, mientras que el Senado, a través de las resoluciones llamadas Senatus Consultum creaba jurisprudencia.
Con el advenimiento del Imperio, los emperadores asumieron la función de los Tribunos de la Plebe con el ejercicio de la Tribunicia Potestas, lo que les permitió legislar a través de los Edictos y Constituciones imperiales. Por su parte, los gobernadores provinciales poseían poderes jurisdiccionales y podían emitir leyes propias para sus provincias, pero que podían ser recurridas por los provinciales ante el Senado y/o el Emperador.
El resultado de todo este conjunto de disposiciones fue un enorme y farragoso aparato de leyes de diferentes rangos, muchas veces contradictorias, lo que hizo necesaria la aparición de la figura de los jurisconsultos (o Juristas), que trataban de simplificar el conjunto legal y formar doctrina jurídica, que pudiera aplicarse también a los nuevos casos. Entre ellos destacan Ulpiano, Papiniano, Herenio Modestino, Gayo y Paulo.
El primer intento de sistematizar totalmente el derecho se debe al emperador oriental Teodosio II, sucesor de Arcadio. Bajo su patrocinio, se elaboró el Codex Theodosianus, que a su vez sirvió como base para la creación de derecho en los nuevos reinos germánicos que sucedieron al Imperio romano en occidente. Este código fue reconocido como fuente de derecho por el emperador Honorio, tío de Teodosio II. El Breviarum Alarici o Lex Romana Visigothorum, elaborada por el rey visigodo Alarico II, es un heredero directo del Codex Theodosianus.
Sin embargo, el número de disposiciones legales y de casos no contemplados por el Codex Theodosianus era elevado, por lo que el emperador Justiniano patrocinó la recopilación de todas las disposiciones en el Corpus Iuris Civilis, que consta de las Institutiones o principios generales de derecho, del Digesto o colección de opiniones jurídicas de jurisconsultos heredadas del pasado para la consulta de jueces y magistrados en la resolución de casos, del Codex Iustinianus o recopilación de leyes en vigor desde tiempos Republicanos hasta la redacción del Corpus legal de Justiniano, y las Novellæ, ya en griego, que recogen las leyes emitidas en Bizancio a partir de Justiniano.
El monarca visigodo Recesvinto impulsó una nueva compilación que substituyese al Breviario de Alarico, dando lugar al Liber Iudiciorum que en los siguientes reinados fue recibiendo añadidos. Esta compilación fue recuperada a partir del siglo IX por el Reino de León y se convirtió en la base del derecho hispánico hasta las Siete Partidas de Alfonso X El Sabio.

## Periodificación

### Etapas cronológicas
1. Derecho antiguo o quiritario del 753 a. C al 450 a. C.
- Se extiende a lo largo de la Monarquía y principios de la República.

2. Derecho preclásico del 450 a. C al 130 a. C.
- Se extiende hasta bien entrada la República.
- Se inicia con la publicación de la Ley de las XII Tablas (451-450 a. C).

3. Derecho clásico del 130 a. C al 230 d. C.
- Se extiende desde finales de la República hasta finales del Principado.

4. Derecho postclásico del 230 d. C al 527 d. C.
- Se extiende a lo largo del Dominado.
- Fuerte influencia del cristianismo.

5. Derecho justinianeo del 527 d. C al 565 d. C.
- Se extiende en el Imperio de Oriente y coincide con el gobierno del Emperador Justiniano.
- Importante trabajo recopilatorio realizado por Justiniano con repercusión hasta la fecha de hoy.

### Etapas Históricas
- La monarquía, desde mediados del siglo VIII a. C. (fundación de Roma) hasta la expulsión de Roma del rey Tarquinio el Soberbio el 509 a. C..
- La República romana, desde el 509 a. C. En los años 451 y 450 a. C. se publicó la Ley de las XII Tablas, que constituyen la base del derecho romano republicano. En esta época, el Estado se basa en el equilibrio de poderes: así, los magistrados son elegidos democráticamente por los hombres libres en las asambleas populares, que además aprueban las leyes; los magistrados ejercitan las funciones que les son asignadas, mientras que el Senado se encarga de dictar resoluciones, llamadas senadoconsultos, que en la práctica tenían fuerza de ley. La crisis política que atraviesa Roma en el siglo I a. C. finalmente termina con la degeneración total del sistema republicano, que culmina con el otorgamiento, en la práctica, por el Senado del poder absoluto del Estado romano a Octavio Augusto el 27 a. C..
- El Principado, desde el 27 a. C. hasta mediados del siglo II. En esta época, el Estado era autoritario, sometido a la auctoritas del emperador o Príncipe, de ahí su nombre. Algunos emperadores célebres fueron: Augusto (27 a. C.-14 d. C.), Calígula (37-41), Nerón (54-68), Trajano (98-117) y Adriano (117-138).[2] Bajo estos últimos Roma alcanzó su máxima dimensión territorial: 5 millones de km²,[3][4] configurándose como una de las grandes potencias mundiales de la época.
- Se denomina «derecho romano postclásico» al período de la historia del derecho romano que comprende desde la primera mitad del siglo III hasta la recopilación ordenada por Justiniano, que coincide con el periodo político romano del Dominado o Bajo Imperio (ascensión al poder de Diocleciano en 284 d. C., hasta la muerte de Justiniano en 565).
- El Dominado o Imperio absoluto, desde mediados del siglo II hasta el 476, año en el que desaparece el Imperio romano de Occidente. En esta época, el Emperador tiene el poder absoluto. El Emperador es quien dicta las llamadas «constituciones imperiales» (no confundir con las modernas Constituciones). En el 380, se produce la conversión del Imperio de la antigua religión romana al cristianismo mediante el Edicto de Tesalónica, bajo el gobierno de Teodosio I el Grande.  Este emperador divide el Imperio Occidental y Oriental y lo cede a sus hijos Honorio y Arcadio, respectivamente. Las invasiones germánicas llevan al declive y desaparición del Imperio Occidental, que separa la Antigüedad Tardía de la Alta Edad Media.
- El gobierno de Justiniano I (527-565) en el Imperio de Oriente, época en la que se realiza la Compilación justinianea, cuya publicación data del 549 d. C. La obra está compuesta por el Código, las cincuenta decisiones, el Digesto o Pandectas, las Instituciones y las Novelas. La Compilación es la base del derecho romano y gracias a ella textos jurídicos de juristas romanos de gran técnica jurídica y valor o importancia histórica que han logrado ser conservados. Los textos del Corpus han sido trabajados por juristas desde su publicación y hasta la actualidad. Con capital en Bizancio (luego Constantinopla y actualmente Estambul), conquistó toda Italia, la costa del norte de África y el sudeste de Hispania. Tras la muerte de Justiniano, paulatinamente el Estado pierde gran parte de esos territorios y se le suele denominar con un término distinto: Imperio bizantino; pues el Imperio pasa a transformarse en un Estado propiamente medieval

## Significado de la expresión «derecho romano»

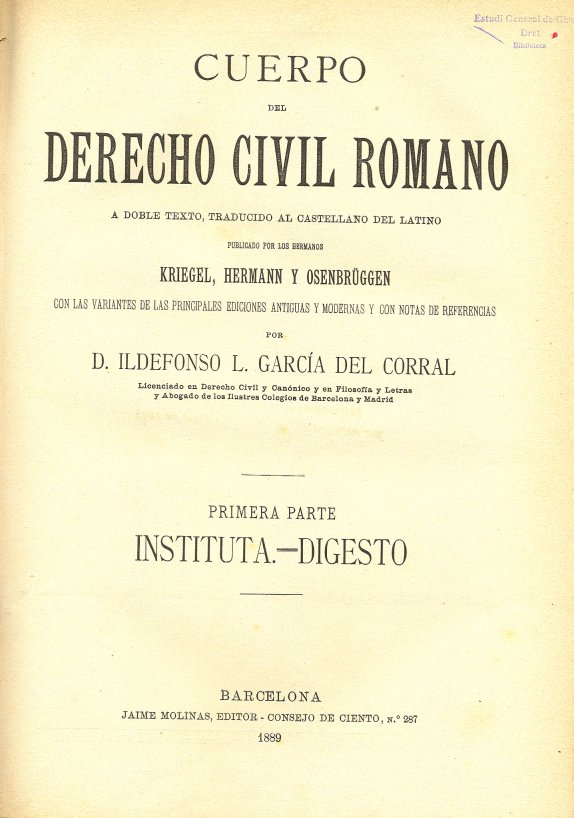
Corpus Iuris Civilis

Al usar la expresión «derecho romano» se pueden indicar diversas acepciones. 
- En un primer sentido esta expresión denota un hecho histórico pasado, es decir, el conjunto de normas jurídicas que regían al pueblo romano desde su fundación hasta la caída del Imperio.
- Un segundo sentido identifica el derecho romano con los libros en donde se contenía dicho orden jurídico, es decir, el Corpus Iuris Civilis o cuerpo de derecho civil, recopilación de los libros jurídicos romanos hecha en Constantinopla por orden del emperador bizantino Justiniano en el siglo VI d. C.
- Por último, con esta expresión se puede designar también la tradición jurídica que ha sobrevivido después de la caída del Imperio romano de occidente hasta nuestros días.

## Recepción del derecho romano en Europa

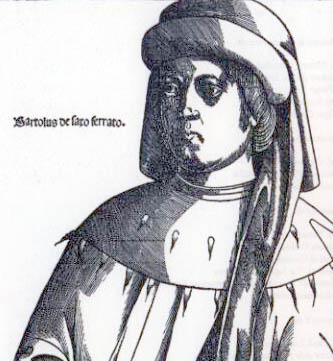
Bartolo de Sassoferrato